# Strada statale 240 di Loppio e Val di Ledro
La strada statale 240 di Loppio e Val di Ledro (SS 240) è una strada statale italiana che collega la Valle dell'Adige con le Giudicarie. Si chiama così perché nel primo tratto attraversa l'area ove esisteva il lago di Loppio, prosciugato a seguito della realizzazione della galleria che collega l'Adige col lago di Garda.

## Percorso

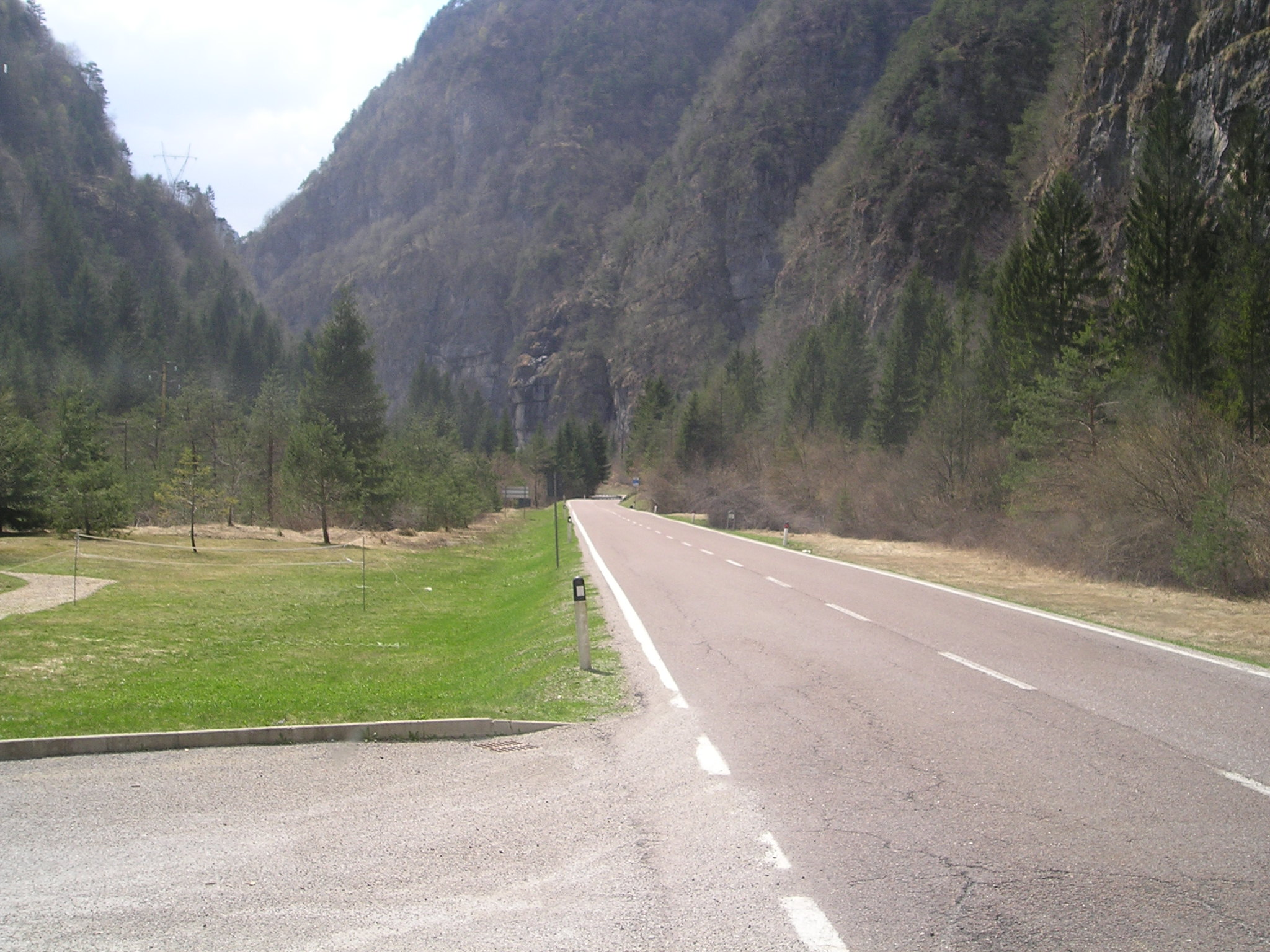
La strada nel tratto di discesa verso Storo

Inizia a Rovereto in località Lizzanella dalla strada statale 12, passa da Riva del Garda, sale in Val di Ledro lungo il Ponale, fiancheggia il lago di Ledro e dopo Tiarno di Sopra, lungo la valle dell'Ampola, sale al passo d'Ampola e scende a Storo, dove termina in località Ca' Rossa all'incrocio con la strada statale 237 del Caffaro.
In seguito al decreto legislativo 2 settembre 1997, n° 320, dal 1º luglio 1998 la gestione è passata dall'ANAS alla Provincia autonoma di Trento. Quest'ultima ha lasciato la classificazione e la sigla di statale (SS) alla strada, poiché non si tratta di un trasferimento dal demanio dello Stato a quello delle Regioni, ma di una delega in materia di viabilità e pertanto la titolarità resta sempre in capo allo Stato.

## Progetti di ammodernamento
Da una trentina d'anni è stata realizzata una lunga (3,600 km) galleria che collega Molina di Ledro con Riva del Garda, chiamata Agnese in onore della pugnace sindaca di Molina di Ledro che perorò la causa dell'ultimazione dei lavori a Roma negli uffici dell'ANAS, nei ministeri competenti e presso i politici locali. La galleria sostituisce ora il tratto in roccia che sovrasta il lago di Garda, realizzato da Giacomo Cis a metà dell'Ottocento. Ora il vecchio tratto è stato ripristinato a sentiero ciclabile molto frequentato dai ciclisti e viene detto Strada del Ponale.
Nel 2018 è stato aperto un dibattito informale sulla proposta di un traforo  (vietato al traffico pesante) sotto la valle di Ledro per collegare indirettamente Riva del Garda con la valle del Chiese (strada statale 237 del Caffaro) mediante queste ipotesi di varianti: un tratto di 4km da Cologna o Cimego a Tiarno di Sotto, oppure uno di 6km fino a Bezzecca; questo consentirebbe ai comuni bresciani di Bagolino, Anfo e Idro e ai comuni trentini di Bondone, Storo e Condino fino a Roncone di uscire da un secolare isolamento con le principali vie di comunicazione.

## Strada statale 240 dir di Loppio e Val di Ledro
La strada statale 240 dir di Loppio e Val di Ledro (SS 240 dir) è una strada statale italiana che si snoda nella provincia di Trento.
Rappresenta una diramazione della strada statale 240 di Loppio e di Val di Ledro, che all'altezza dell'abitato di Nago punta verso nord per raggiungere il centro abitato di Arco.
In seguito al decreto legislativo 2 settembre 1997, n° 320, dal 1º luglio 1998 la gestione è passata dall'ANAS alla Provincia autonoma di Trento. Quest'ultima ha lasciato la classificazione e la sigla di statale (SS) alla strada, poiché non si tratta di un trasferimento dal demanio dello Stato a quello delle Regioni, ma di una delega in materia di viabilità e pertanto la titolarità resta sempre in capo allo Stato.